# Hosamalangi, Kollegal
Hosamalangi là một làng thuộc tehsil Kollegal, huyện Chamarajanagar, bang Karnataka, Ấn Độ.